# Hope Landin
Pour les articles homonymes, voir Landin.
Hope Landin, née le 3 mai 1893 à Minneapolis (Minnesota) et morte le 22 février 1973 à Los Angeles (quartier d'Hollywood, Californie), est une actrice américaine.

## Biographie
Hope Landin débute au théâtre et joue notamment à Broadway (New York) dans trois pièces, la première en 1930-1931, les deux suivantes en 1935, dont The Old Maid (en) de Zoe Akins (avec Judith Anderson et Helen Menken).
Au cinéma, elle contribue à trente-quatre films américains, depuis le court métrage Art Trouble de Ralph Staub (1934, avec Harry Gribbon et Shemp Howard) jusqu'à New York confidentiel de Russell Rouse (1955, avec Broderick Crawford et Richard Conte).
Entretemps, mentionnons Les Oubliés de Mervyn LeRoy (1941, avec Greer Garson et Walter Pidgeon), Tendresse de George Stevens (1948, avec Irene Dunne et Barbara Bel Geddes), Scaramouche de George Sidney (1952, avec Stewart Granger et Janet Leigh) et Belle mais dangereuse de Lloyd Bacon (1954, avec Robert Mitchum et Jean Simmons).
À la télévision américaine enfin, elle apparaît dans six séries à partir de 1953. Les deux dernières en 1956 (année où elle se retire) sont Le Millionnaire (en) (un épisode) et Alfred Hitchcock présente (un épisode).
Hope Landin meurt début 1973, à 79 ans.

## Théâtre à Broadway (intégrale)
- 1930-1931 : Stepping Sisters d'Howard Warren Comstock : Mme Tremaine
- 1935 : The Old Maid (en) de Zoe Akins, d'après le roman éponyme d'Edith Wharton : Bridget
- 1935 : The Season Changes d'Arthur Richman, mise en scène de Robert Milton : Hedwig

## Filmographie partielle

### Cinéma
- 1934 : Art Trouble de Ralph Staub (court métrage) : Martha Burton
- 1941 : Les Oubliés (Blossoms in the Dust) de Mervyn LeRoy : Olga
- 1942 : Les Naufrageurs des mers du Sud (Reap the Wild Wind) de Cecil B. DeMille : une invitée du bal
- 1943 : Les bourreaux meurent aussi (Hangmen Also Die) de Fritz Lang : une patriote tchèque
- 1943 : Dixie d'A. Edward Sutherland : Mme Masters
- 1944 : Trois Hommes en blanc (3 Men in White) de Willis Goldbeck : Infirmière Evans
- 1945 : Week-end au Waldorf (Week-End at the Waldorf) de Robert Z. Leonard : une opératrice téléphonique
- 1946 : L'Impasse tragique (The Dark Corner) d'Henry Hathaway : une femme de ménage
- 1946 : Le Masque de Dijon (The Mask of Dijon) de Lew Landers : Mme McGaffey
- 1946 : The Hoodlum Saint de Norman Taurog : Mae, la vieille fille
- 1947 : Les Conquérants d'un nouveau monde (Unconquered) de Cecil B. DeMille : la mère de Joshua
- 1948 : Tendresse (I Remember Mama) de George Stevens : Tante Jenny
- 1948 : La Ville empoisonnée (The Walls of Jericho) de John M. Stahl : Mme Hutto
- 1949 : Lassie perd et gagne (The Sun Comes Up) de Richard Thorpe : Mme Pope
- 1951 : Sugarfoot d'Edwin L. Marin
- 1952 : Scaramouche de George Sidney : Mme Frying Pan
- 1953 : Comment épouser un millionnaire (How to Marry a Millionaire) de Jean Negulesco : Mme Salem
- 1954 : Belle mais dangereuse (She Couldn't Say No) de Lloyd Bacon : Mlle McMurtry
- 1955 : New York confidentiel (New York Confidential) de Russell Rouse : Mme Wesley

### Télévision
(séries)
- 1956 : Le Millionnaire (en) (The Millionaire), saison 2, épisode 17 The Cindy Bower Story de Leslie H. Martinson : Mme Fogarty
- 1956 : Alfred Hitchcock présente (Alfred Hitchcock Presents), saison 2, épisode 10 Jonathan de John Meredyth Lucas : Mme Duffin